# 29204 Ladegast
29204 Ladegast este un asteroid din centura principală de asteroizi.

## Descriere
29204 Ladegast este un asteroid din centura principală de asteroizi. A fost descoperit pe 11 aprilie 1991 la Tautenburg de Freimut Börngen. Asteroidul prezintă o orbită caracterizată de o semiaxă mare de 2,55 ua, o excentricitate de 0,06 și o înclinație de 9,2° în raport cu ecliptica.